# Evento Azolla

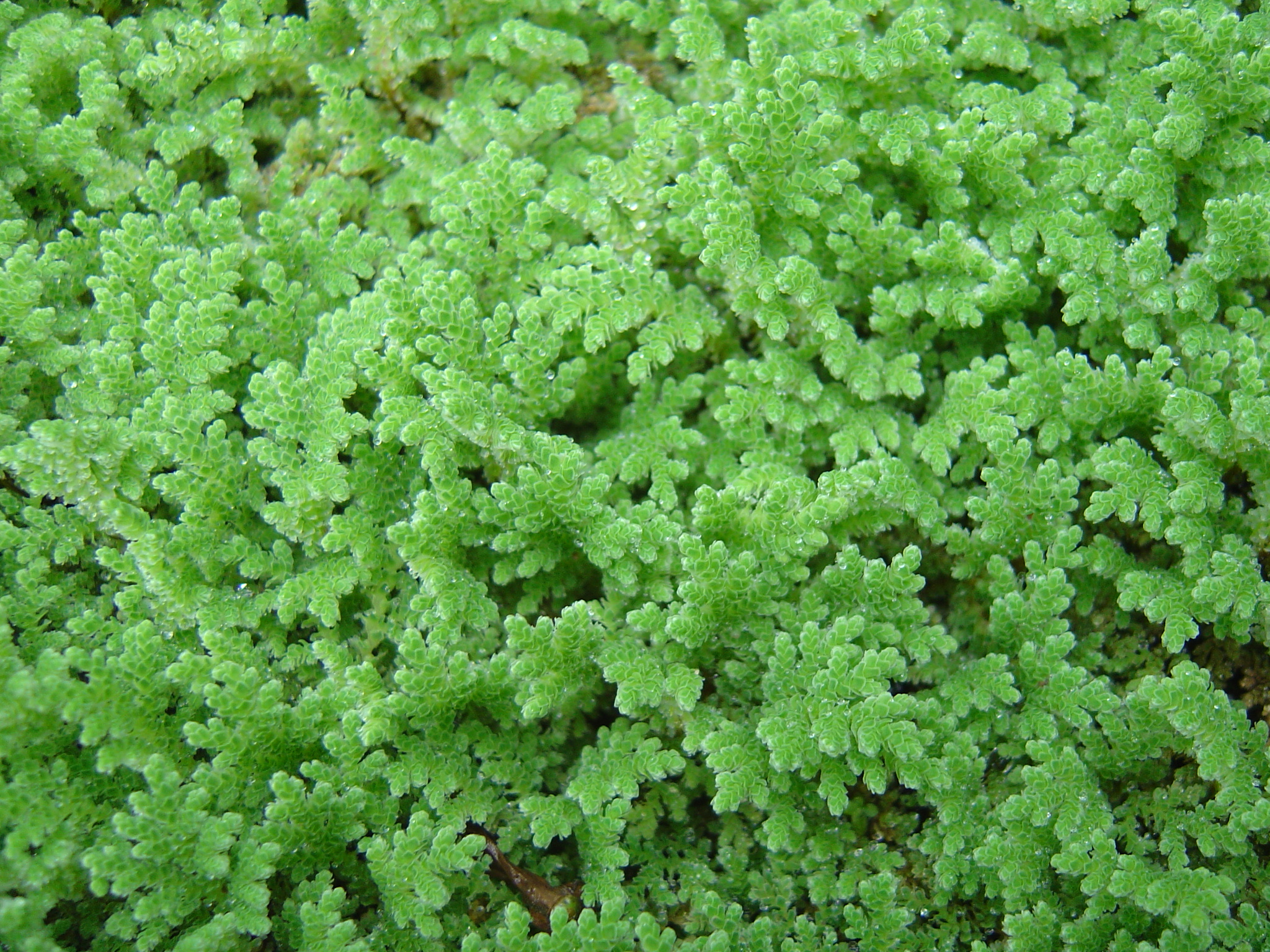
Azolla filiculoides moderno. El helecho mosquito, o Azolla, fue uno de los causantes del descenso de las temperaturas durante el Eoceno, precediendo a las primeras glaciaciones.

El evento Azolla fue un enfriamiento global que tuvo lugar hace 48,5 millones de años, a mediados del período Eoceno, a causa del crecimiento descontrolado del helecho flotante de agua dulce Azolla, que cubrió la superficie del océano Ártico durante 800 000 años.
El almacenamiento de estos vegetales en las capas sedimentarias del fondo oceánico provocó que la cantidad de dióxido de carbono de la atmósfera terrestre disminuyera drásticamente, contribuyendo así a incrementar un enfriamiento global que ya había comenzado tímidamente algunos millones de años atrás.

## Azolla

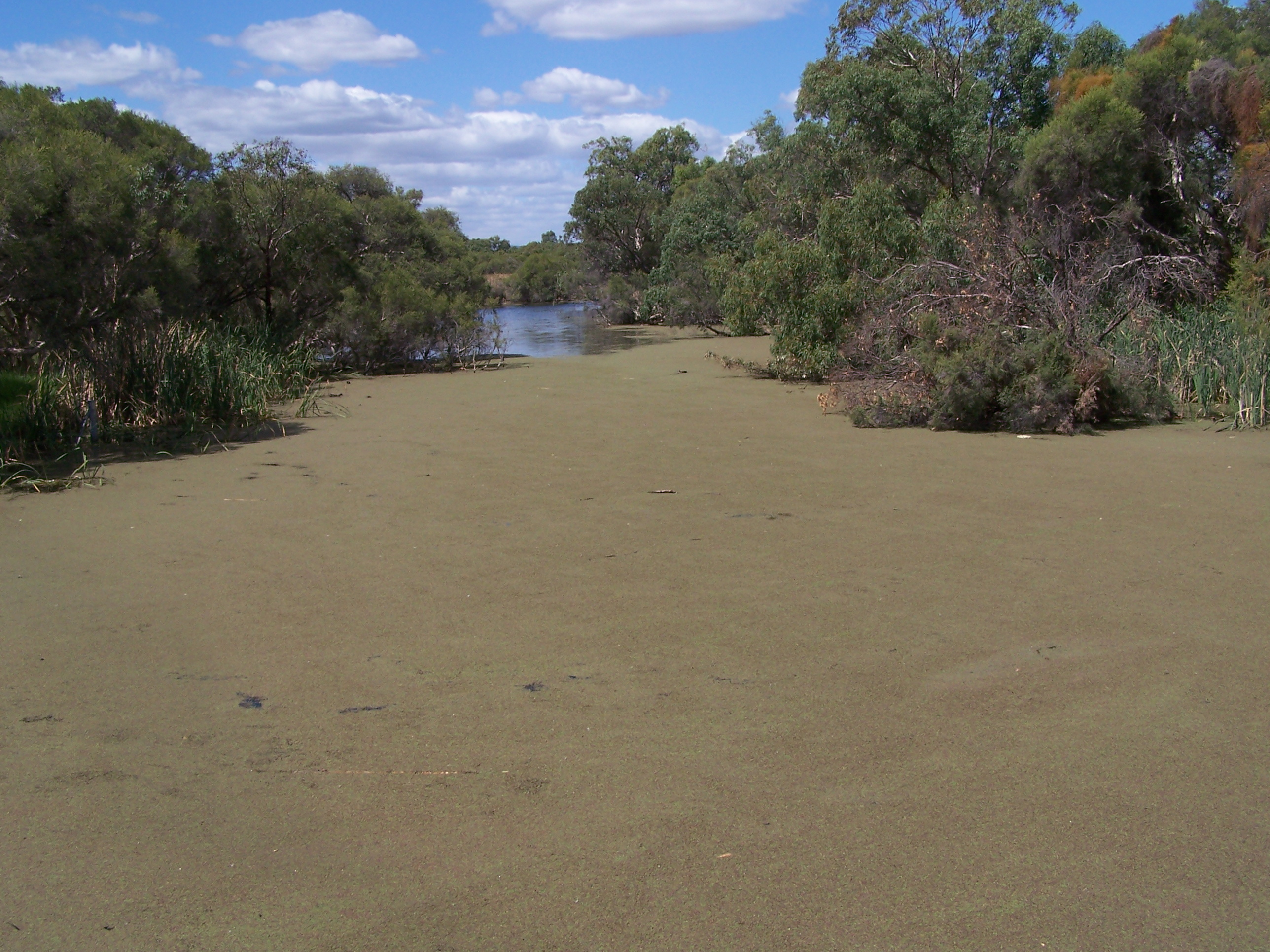
Azolla cubriendo el río Canning, Australia.

Azolla es un helecho flotante de agua dulce, que en la actualidad se encuentra en climas templados y tropicales alrededor de todo el mundo. Se trata de una de las plantas que crecen con mayor rapidez, y que forma una relación simbiótica con la cianobacteria Anabaena azollae. La bacteria es capaz de fijar nitrógeno para sí misma y para el helecho, mientras que Azolla le proporciona protección y una fuente segura de carbono. Azolla puede llegar a utilizar 0,25 kilogramos de nitrógeno por m² cada año, lo cual implica una reducción anual de 1,5 kilogramos por m² de carbono. Esta capacidad de utilización del nitrógeno atmosférico indica que el único límite para su crecimiento es el fósforo, pues los tres elementos esenciales para la síntesis de proteínas son el carbono, el nitrógeno, y el fósforo. 
La intensidad de luz y el fotoperiodo desempeñan un papel importante en el crecimiento de la planta, por lo que esta pudo haber crecido a un ritmo realmente elevado en las condiciones de inicios del Eoceno, como el clima relativamente cálido y las veinte horas de luz solar de las que gozaba en los polos geográficos, pudiendo llegar a duplicar su biomasa en apenas un par de días. El helecho mosquito actual es morfológicamente idéntico al hallado en fósiles, por lo que se han formado grupos de investigación para comprender mejor la fisiología del organismo.

## Contexto y desarrollo
En la actualidad, la masa de agua del océano Ártico se ve renovada continuamente gracias a diversas corrientes cálidas como la corriente del Golfo. Sin embargo, durante el Eoceno, la configuración del planeta estaba dispuesta de tal manera que el Ártico se encontraba casi totalmente aislado de los demás océanos, por lo que estas corrientes eran prácticamente inexistentes, y el océano formaba una columna de agua estratificada similar a como ocurre hoy en día con el mar Negro.
Las altas temperaturas y los intensos vientos fomentaron el aumento de la evaporación, lo cual elevó la densidad del océano, pero a su vez, las abundantes precipitaciones, provocadas en parte por la gran diferencia de temperatura con los mares adyacentes, suministraron grandes cantidades de agua dulce menos densa, dando lugar a multitud de ríos que desembocaban en el océano y provocando una enorme reducción en la salinidad. Esto provocó la formación de una capa de agua dulce de menor densidad sobre la superficie oceánica.

### Expansión y fosilización
Como Azolla solamente necesita unos pocos centímetros de agua dulce para poder sobrevivir, el helecho colonizó con rapidez la superficie del océano Ártico. Además, la espesa capa de Azolla que se formó dificultó el intercambio de gases entre la superficie oceánica y la atmósfera, provocando una importante falta de oxígeno en las profundidades. Estas condiciones anóxicas reducen la concentración de compuestos férricos, lo que junto con los bajos niveles de sulfatos que poseía el océano Ártico se traduce en una mayor disponibilidad de fósforo, el elemento que limita el crecimiento del helecho Azolla (pues las concentraciones de dióxido de carbono y nitrógeno atmosférico eran muy elevadas, y la bacteria simbiótica le proporciona nitrógeno fijado). Esto, unido a que los ríos que desembocaban en el océano Ártico eran ricos en minerales, entre ellos el fósforo, hicieron que las condiciones de crecimiento para Azolla mejoraran todavía más.
Sin embargo, los crecimientos de este tipo no son capaces por sí solos de producir ningún tipo de impacto geológico. Para que el impacto suceda, y que los niveles de CO2 desciendan de forma constante, el carbono debe ser atrapado y retenido bajo el fondo oceánico, quedando las plantas sepultadas y posteriormente fosilizadas.
Esto fue precisamente lo que ocurrió. Las columnas de agua estratificadas que se formaron en el océano Ártico provocaron que cerca del fondo oceánico los niveles de oxígeno escasearan. Esta anoxia dificultó la actuación de los organismos encargados de descomponer la materia orgánica, lo que permitió que la planta pudiera quedar enterrada bajo la capa de sedimentos antes de su descomposición, formando parte así del registro fósil y enterrando el carbono bajo el suelo oceánico.

### Fin del evento
El evento concluyó con una exterminación progresiva de los helechos, causada sobre todo por la intrusión de agua de los mares y océanos adyacentes. Esta irrupción produjo un aumento de temperatura en el océano Ártico, que aumentó desde los 10 °C durante el evento hasta los 13 °C después del mismo, además de un importante incremento de la salinidad, lo que provocó la muerte de los helechos. Este cambio en la temperatura fue ocasionado también por un calentamiento concentrado en las latitudes altas, debido a un incremento temporal en el transporte de calor desde latitudes meridionales y en las concentraciones de gases de efecto invernadero, factores cuyo efecto se amplificó debido a mecanismos de retroalimentación.

## Evidencias geológicas

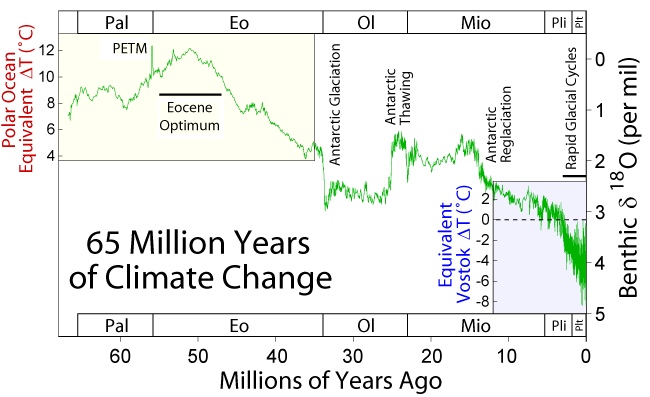
Gráfico que muestra la temperatura de los últimos 65 millones de años. El evento Azolla marca el fin del «Óptimo térmico del Eoceno» e inicia un proceso progresivo de enfriamiento global.

El subsuelo del océano Ártico alberga una capa de sedimentos de al menos ocho metros de espesor dispuesta en estratos alternos y bien diferenciados. La capa de rocas silíceo-clásticas representa el depósito sedimentario de los organismos planctónicos, la cual se alterna con unas finas capas muy comprimidas de apenas unos milímetros que contienen material fosilizado de Azolla correspondiente al Eoceno medio. Este patrón no solo se ha encontrado en el Ártico, sino también en todos los mares nórdicos.
Esta materia orgánica también puede ser detectada en forma de radiación de rayos gamma, la cual se ha observado por toda la cuenca ártica. Los controles palinológicos, junto con otros métodos como la reversión geomagnética, han estimado la duración del evento en 800 000 años. El evento coincide exactamente con una drástica disminución de los niveles de dióxido de carbono, que cayeron desde las 3500 ppm a inicios del Eoceno, hasta las 650 ppm durante el evento.

## Efectos globales
La planta invadió una extensión de 4 000 000 km² de océano durante 800 000 años, y, aunque con total seguridad existieron otros factores que desempeñaron un papel importante, incluso las estimaciones más conservadoras aceptan que la planta enterró carbono atmosférico suficiente como para producir por sí sola, al menos, el 80 % de la reducción de dióxido de carbono que tuvo lugar en la época. Esta reducción de CO2 inició un enfriamiento progresivo durante millones de años; el océano Ártico redujo su temperatura desde 13 °C al inicio del Eoceno, hasta los actuales -9 °C, y el resto del planeta sufrió bajadas similares de temperatura. Posiblemente por primera vez en la historia de la Tierra, el planeta ostentaba capas de hielo en ambos polos. 
Son muchas las evidencias de la brusca disminución de la temperatura entre hace 49 y 47 millones de años que coinciden con el evento Azolla: entre las más importantes se encuentran los indicios de rocas que se encuentran sin fragmentar bajo los estratos sedimentarios del Ártico, lo cual es una fuerte evidencia de la presencia de hielo durante dicho período, aunque no sería hasta el Mioceno, en torno a 15 millones de años atrás, cuando esta evidencia se generalizaría claramente por todo el planeta.